# Sötjärnen, Dalarna
Sötjärnen är en sjö i Mora kommun i Dalarna och ingår i Ljusnans huvudavrinningsområde.